# Indian Wells Open 2015 - Qualificazioni singolare femminile
Le qualificazioni del singolare  femminile dell'Indian Wells Open 2015 sono state un torneo di tennis preliminare per accedere alla fase finale della manifestazione. Le vincitrici dell'ultimo turno sono entrate di diritto nel tabellone principale. In caso di ritiro di una o più giocatrici aventi diritto, a queste sono subentrate le lucky loser, ossia le giocatrici che hanno perso nell'ultimo turno ma che avevano una classifica più alta rispetto alle altre partecipanti che avevano comunque perso nel turno finale.

## Giocatrici

### Teste di serie
1. Polona Hercog (Qualificata)
2. María-Teresa Torró-Flor (ultimo turno)
3. Lesia Tsurenko (Qualificata)
4. Denisa Allertová (primo turno)
5. Lara Arruabarrena (Qualificata)
6. Tímea Babos (ultimo turno)
7. Evgenija Rodina (Qualificata)
8. Ana Konjuh (ultimo turno)
9. Anna-Lena Friedsam (primo turno)
10. Misaki Doi (primo turno)
11. Pauline Parmentier (ultimo turno)
12. Dar'ja Gavrilova (Qualificata)

1. An-Sophie Mestach (ultimo turno)
2. Kateryna Kozlova (Qualificata)
3. Çağla Büyükakçay (primo turno)
4. Tatjana Maria (primo turno)
5. Yulia Putintseva (Qualificata)
6. Kimiko Date-Krumm (primo turno, ritirata)
7. Shahar Peer (ultimo turno)
8. Alison Van Uytvanck (Qualificata)
9. Michelle Larcher de Brito (ultimo turno)
10. Lucie Hradecká (Qualificata)
11. Zhu Lin (Qualificata)
12. Richèl Hogenkamp (primo turno)

### Qualificate
1. Polona Hercog
2. Zhu Lin
3. Lesia Tsurenko
4. Ons Jabeur
5. Lara Arruabarrena
6. Alison Van Uytvanck

1. Evgenija Rodina
2. Lucie Hradecká
3. Yulia Putintseva
4. Kateryna Kozlova
5. Sesil Karatančeva
6. Dar'ja Gavrilova

## Tabellone

### Legenda
| - Q = Qualificato - WC = Wild card - LL = Lucky loser | - ALT = Alternate - SE = Special Exempt - PR = Protected Ranking | - w/o = Walkover - r = Ritirato - d = Squalificato |

### Sezione 1
|  | Primo turno | Primo turno       | Primo turno       | Primo turno | Primo turno |  |  | Ultimo turno | Ultimo turno      | Ultimo turno      | Ultimo turno | Ultimo turno |  |
|  |             |                   |                   |             |             |  |  |              |                   |                   |              |              |  |
|  | 1           | Polona Hercog     | Polona Hercog     | 6           | 7           |  |  |              |                   |                   |              |              |  |
|  |             | Maria Sanchez     | Maria Sanchez     | 3           | 5           |  |  | 1            | Polona Hercog     | Polona Hercog     | 6            | 6            |  |
|  |             | Renata Voráčová   | Renata Voráčová   | 4           | 2           |  |  | 13           | An-Sophie Mestach | An-Sophie Mestach | 4            | 2            |  |
|  | 13          | An-Sophie Mestach | An-Sophie Mestach | 6           | 6           |  |  |              |                   |                   |              |              |  |

### Sezione 2
|  | Primo turno | Primo turno             | Primo turno             | Primo turno | Primo turno |  |  | Ultimo turno | Ultimo turno            | Ultimo turno | Ultimo turno | Ultimo turno |  |
|  |             |                         |                         |             |             |  |  |              |                         |              |              |              |  |
|  | 2           | María-Teresa Torró-Flor | María-Teresa Torró-Flor | 6           | 6           |  |  |              |                         |              |              |              |  |
|  |             | Samantha Crawford       | Samantha Crawford       | 0           | 3           |  |  | 2            | María-Teresa Torró-Flor | 6            | 4            | 3            |  |
|  |             | Paula Kania             | Paula Kania             | 5           | 5           |  |  | 23           | Zhu Lin                 | 2            | 6            | 6            |  |
|  | 23          | Zhu Lin                 | Zhu Lin                 | 7           | 7           |  |  |              |                         |              |              |              |  |

### Sezione 3
|  | Primo turno | Primo turno    | Primo turno    | Primo turno | Primo turno |  |  | Ultimo turno | Ultimo turno   | Ultimo turno | Ultimo turno | Ultimo turno |  |
|  |             |                |                |             |             |  |  |              |                |              |              |              |  |
|  | 3           | Lesia Tsurenko | Lesia Tsurenko | 6           | 6           |  |  |              |                |              |              |              |  |
|  |             | Mayo Hibi      | Mayo Hibi      | 2           | 3           |  |  | 3            | Lesia Tsurenko | 64           | 6            | 6            |  |
|  | WC          | Jessica Pegula | Jessica Pegula | 0           | 2           |  |  | 19           | Shahar Peer    | 7            | 4            | 2            |  |
|  | 19          | Shahar Peer    | Shahar Peer    | 6           | 6           |  |  |              |                |              |              |              |  |

### Sezione 4
|  | Primo turno | Primo turno      | Primo turno      | Primo turno | Primo turno |  |  | Ultimo turno  | Ultimo turno  | Ultimo turno  | Ultimo turno | Ultimo turno |  |
|  |             |                  |                  |             |             |  |  |               |               |               |              |              |  |
|  | 4           | Denisa Allertová | 4                | 7           | 2           |  |  |               |               |               |              |              |  |
|  |             | Ons Jabeur       | 6                | 5           | 6           |  |  | Ons Jabeur    | Ons Jabeur    | Ons Jabeur    | 6            | 6            |  |
|  |             | Julia Boserup    | Julia Boserup    | 7           | 78          |  |  | Julia Boserup | Julia Boserup | Julia Boserup | 2            | 3            |  |
|  | 24          | Richèl Hogenkamp | Richèl Hogenkamp | 5           | 6           |  |  |               |               |               |              |              |  |

### Sezione 5
|  | Primo turno | Primo turno          | Primo turno | Primo turno | Primo turno |  |  | Ultimo turno | Ultimo turno         | Ultimo turno | Ultimo turno | Ultimo turno |  |
|  |             |                      |             |             |             |  |  |              |                      |              |              |              |  |
|  | 5           | Lara Arruabarrena    | 1           | 6           | 6           |  |  |              |                      |              |              |              |  |
|  |             | Andrea Hlaváčková    | 6           | 3           | 3           |  |  | 5            | Lara Arruabarrena    | 3            | 6            | 6            |  |
|  |             | Mariana Duque-Mariño | 6           | 3           | 6           |  |  |              | Mariana Duque-Mariño | 6            | 2            | 3            |  |
|  | 16          | Tatjana Maria        | 4           | 6           | 4           |  |  |              |                      |              |              |              |  |

### Sezione 6
|  | Primo turno | Primo turno         | Primo turno         | Primo turno | Primo turno |  |  | Ultimo turno | Ultimo turno        | Ultimo turno        | Ultimo turno | Ultimo turno |  |
|  |             |                     |                     |             |             |  |  |              |                     |                     |              |              |  |
|  | 6           | Tímea Babos         | Tímea Babos         | 6           | 6           |  |  |              |                     |                     |              |              |  |
|  | WC          | Allie Kiick         | Allie Kiick         | 3           | 2           |  |  | 6            | Tímea Babos         | Tímea Babos         | 4            | 2            |  |
|  |             | Ol'ga Savčuk        | Ol'ga Savčuk        | 64          | 0           |  |  | 20           | Alison Van Uytvanck | Alison Van Uytvanck | 6            | 6            |  |
|  | 20          | Alison Van Uytvanck | Alison Van Uytvanck | 7           | 6           |  |  |              |                     |                     |              |              |  |

### Sezione 7
|  | Primo turno | Primo turno               | Primo turno               | Primo turno | Primo turno |  |  | Ultimo turno | Ultimo turno              | Ultimo turno | Ultimo turno | Ultimo turno |  |
|  |             |                           |                           |             |             |  |  |              |                           |              |              |              |  |
|  | 7           | Evgenija Rodina           | 3                         | 7           | 6           |  |  |              |                           |              |              |              |  |
|  |             | Gabriela Dabrowski        | 6                         | 64          | 4           |  |  | 7            | Evgenija Rodina           | 2            | 6            | 6            |  |
|  |             | Paula Ormaechea           | Paula Ormaechea           | 63          | 2           |  |  | 21           | Michelle Larcher de Brito | 6            | 3            | 4            |  |
|  | 21          | Michelle Larcher de Brito | Michelle Larcher de Brito | 7           | 6           |  |  |              |                           |              |              |              |  |

### Sezione 8
|  | Primo turno | Primo turno       | Primo turno       | Primo turno | Primo turno |  |  | Ultimo turno | Ultimo turno   | Ultimo turno   | Ultimo turno | Ultimo turno |  |
|  |             |                   |                   |             |             |  |  |              |                |                |              |              |  |
|  | 8           | Ana Konjuh        | Ana Konjuh        | 6           | 711         |  |  |              |                |                |              |              |  |
|  |             | Urszula Radwańska | Urszula Radwańska | 4           | 69          |  |  | 8            | Ana Konjuh     | Ana Konjuh     | 4            | 2            |  |
|  |             | Aleksandra Panova | 4                 | 6           | 4           |  |  | 22           | Lucie Hradecká | Lucie Hradecká | 6            | 6            |  |
|  | 22          | Lucie Hradecká    | 6                 | 2           | 6           |  |  |              |                |                |              |              |  |

### Sezione 9
|  | Primo turno | Primo turno          | Primo turno          | Primo turno | Primo turno |  |  | Ultimo turno | Ultimo turno         | Ultimo turno         | Ultimo turno | Ultimo turno |  |
|  |             |                      |                      |             |             |  |  |              |                      |                      |              |              |  |
|  | 9           | Anna-Lena Friedsam   | Anna-Lena Friedsam   | 4           | 4           |  |  |              |                      |                      |              |              |  |
|  |             | Anastasija Rodionova | Anastasija Rodionova | 6           | 6           |  |  |              | Anastasija Rodionova | Anastasija Rodionova | 0            | 4            |  |
|  |             | Edina Gallovits-Hall | 7                    | 2           | 5           |  |  | 17           | Yulia Putintseva     | Yulia Putintseva     | 6            | 6            |  |
|  | 17          | Yulia Putintseva     | 5                    | 6           | 7           |  |  |              |                      |                      |              |              |  |

### Sezione 10
|  | Primo turno | Primo turno      | Primo turno      | Primo turno | Primo turno |  |  | Ultimo turno | Ultimo turno     | Ultimo turno | Ultimo turno | Ultimo turno |  |
|  |             |                  |                  |             |             |  |  |              |                  |              |              |              |  |
|  | 10          | Misaki Doi       | Misaki Doi       | 4           | 2           |  |  |              |                  |              |              |              |  |
|  |             | Johanna Konta    | Johanna Konta    | 6           | 6           |  |  |              | Johanna Konta    | 1            | 6            | 3            |  |
|  |             | Jovana Jakšić    | Jovana Jakšić    | 2           | 0           |  |  | 14           | Kateryna Kozlova | 6            | 3            | 6            |  |
|  | 14          | Kateryna Kozlova | Kateryna Kozlova | 6           | 6           |  |  |              |                  |              |              |              |  |

### Sezione 11
|  | Primo turno | Primo turno        | Primo turno        | Primo turno | Primo turno |  |  | Ultimo turno | Ultimo turno       | Ultimo turno | Ultimo turno | Ultimo turno |  |
|  |             |                    |                    |             |             |  |  |              |                    |              |              |              |  |
|  | 11          | Pauline Parmentier | Pauline Parmentier | 6           | 6           |  |  |              |                    |              |              |              |  |
|  |             | Shūko Aoyama       | Shūko Aoyama       | 4           | 1           |  |  | 11           | Pauline Parmentier | 6            | 5            | 2            |  |
|  |             | Sesil Karatančeva  | Sesil Karatančeva  | 6           | 6           |  |  |              | Sesil Karatančeva  | 4            | 7            | 6            |  |
|  | 15          | Çağla Büyükakçay   | Çağla Büyükakçay   | 3           | 4           |  |  |              |                    |              |              |              |  |

### Sezione 12
|  | Primo turno | Primo turno       | Primo turno       | Primo turno | Primo turno |  |  | Ultimo turno | Ultimo turno     | Ultimo turno | Ultimo turno | Ultimo turno |  |
|  |             |                   |                   |             |             |  |  |              |                  |              |              |              |  |
|  | 12          | Dar'ja Gavrilova  | 6                 | 3           | 6           |  |  |              |                  |              |              |              |  |
|  |             | Arina Rodionova   | 3                 | 6           | 2           |  |  | 12           | Dar'ja Gavrilova | 64           | 6            | 7            |  |
|  | WC          | Lauren Embree     | Lauren Embree     | 6           | 5           |  |  | WC           | Lauren Embree    | 7            | 4            | 5            |  |
|  | 18          | Kimiko Date-Krumm | Kimiko Date-Krumm | 2           | 2r          |  |  |              |                  |              |              |              |  |